# Carnotaurinae
Die Carnotaurinae sind eine Unterfamilie der Abelisauridae innerhalb der theropoden Dinosaurier. Sie fasst die abgeleiteten (fortgeschrittenen) Vertreter der Abelisauridae zusammen, wie Carnotaurus, Aucasaurus, Majungasaurus und Rajasaurus. Vertreter der Carnotaurinae stammen aus der Oberkreide (Cenomanium bis Maastrichtium) von Madagaskar, Indien und Argentinien.

## Definition und Gültigkeit
Die Carnotaurinae wurde erstmals 1998 von dem amerikanischen Paläontologen Paul Sereno vorgeschlagen. Sie ist als Klade definiert, die alle Taxa enthält, die näher mit Carnotaurus als mit Abelisaurus verwandt sind. Da Abelisaurus in den meisten Analysen als ursprünglicher (basaler) Abelisauridae angesehen wird, fassen die Carnotaurinae alle abgeleiteten Abelisauridae zusammen.
Das Taxon Carnotaurinae wird nicht von allen Forschern akzeptiert. So kommen Carrano und Sampson (2008) abweichend von anderen Studien zu dem Schluss, dass es sich bei Abelisaurus tatsächlich um einen abgeleiteten Vertreter der Abelisauridae handelt. Nach dieser Analyse würden die Carnotaurinae, der Definition folgend, lediglich die Gattungen Carnotaurus und Ilokelesia umfassen.

## Merkmale
Von verschiedenen Vertretern der Carnotaurinae sind hornartige Strukturen auf der Schädeldecke bekannt. Während Carnotaurus ein Paar knapp 15 cm langer, vom Stirnbein (Frontale) ausgehender Hörner aufweist, zeigt Majungasaurus einen einzelnen Fortsatz am Stirnbein. Skorpiovenator und Ekrixinatosaurus zeigen lediglich eine erhöhte Postorbitalregion. Paul Sereno und Kollegen (2004) vermuten, dass hornartige Strukturen eine Apomorphie (neu erworbenes Merkmal) der Carnotaurinae darstellen. Canale und Kollegen (2009) widersprechen jedoch und vermuten, dass dieses Merkmal nicht homolog ist, sondern sich mehrmals unabhängig voneinander (konvergent) entwickelte. Sie argumentieren, dass sich die hornartigen Strukturen bei verschiedenen Gattungen hinsichtlich ihrer Position unterscheiden und von unterschiedlichen Knochen gebildet werden.

## Innere Systematik
Die Verwandtschaftsbeziehungen innerhalb der Carnotaurinae sind umstritten. Mit den Carnotaurini und den Brachyrostra wurden zwei Untergruppen aufgestellt, die jedoch nicht allgemein akzeptiert werden.

### Carnotaurini
Die Carnotaurini wurden von Forschern um Rodolfo Coria (2002) als neue Gruppe innerhalb der Carnotaurinae vorgeschlagen. Sie ist definiert als knotenpunktbasiertes Taxon (node based definition), das den letzten gemeinsamen Vorfahren von Carnotaurus sastrei und Aucasaurus garridoi sowie alle Nachfahren dieses Vorfahren umfasst. Die Forscher kommen zu dem Schluss, dass Aucasaurus die Schwestergattung von Carnotaurus darstellt; somit umfassen die Carnotaurini lediglich diese beiden Gattungen. Paul Sereno (2005) erkennt diese Gruppe nicht an, da die systematische Position von Aucasaurus und damit der Inhalt dieser Gruppe unklar sei.

### Brachyrostra
Juan Canale und Kollegen (2009) schlagen eine neue Gruppe innerhalb der Carnotaurinae vor, die Brachyrostra (gr. brachy – „kurz“, lat. rostrum – „Schnauze“). Diese Gruppe soll alle Carnotaurinen zusammenfassen, die eine proportional kurze Schnauze, einen stark ornamentierten Schädel und verkleinerte Augenhöhlen aufweisen. Canale und Kollegen ordnen den Brachyrostra die Gattungen Carnotaurus, Aucasaurus, Ilokelesia, Ekrixinatosaurus und Skorpiovenator zu. Die Gattung Majungasaurus, die eine proportional längere Schnauze aufweist, bildet die Schwestergruppe. Die Brachyrostra sind definiert als Klade, die alle Taxa umfasst, die näher mit Carnotaurus sastrei als mit Majungasaurus crenatissimus verwandt sind.
Es folgt ein Kladogramm nach Canale und Kollegen (2009):
|  | Carnotaurus |
|  |             |
|  | Aucasaurus  |
|  |             |

|  | Ilokelesia                                                          |
|  |                                                                     |
|  | \| \| Skorpiovenator \| \| \| \| \| \| Ekrixinatosaurus \| \| \| \| |
|  |                                                                     |
|  | Skorpiovenator                                                      |
|  |                                                                     |
|  | Ekrixinatosaurus                                                    |
|  |                                                                     |

|  | Skorpiovenator   |
|  |                  |
|  | Ekrixinatosaurus |
|  |                  |

|  | Carnotaurus |
|  |             |
|  | Aucasaurus  |
|  |             |

|  | Ilokelesia                                                          |
|  |                                                                     |
|  | \| \| Skorpiovenator \| \| \| \| \| \| Ekrixinatosaurus \| \| \| \| |
|  |                                                                     |
|  | Skorpiovenator                                                      |
|  |                                                                     |
|  | Ekrixinatosaurus                                                    |
|  |                                                                     |

|  | Skorpiovenator   |
|  |                  |
|  | Ekrixinatosaurus |
|  |                  |

|  | Carnotaurus |
|  |             |
|  | Aucasaurus  |
|  |             |

|  | Ilokelesia                                                          |
|  |                                                                     |
|  | \| \| Skorpiovenator \| \| \| \| \| \| Ekrixinatosaurus \| \| \| \| |
|  |                                                                     |
|  | Skorpiovenator                                                      |
|  |                                                                     |
|  | Ekrixinatosaurus                                                    |
|  |                                                                     |

|  | Skorpiovenator   |
|  |                  |
|  | Ekrixinatosaurus |
|  |                  |

|  | Carnotaurus |
|  |             |
|  | Aucasaurus  |
|  |             |

|  | Ilokelesia                                                          |
|  |                                                                     |
|  | \| \| Skorpiovenator \| \| \| \| \| \| Ekrixinatosaurus \| \| \| \| |
|  |                                                                     |
|  | Skorpiovenator                                                      |
|  |                                                                     |
|  | Ekrixinatosaurus                                                    |
|  |                                                                     |

|  | Skorpiovenator   |
|  |                  |
|  | Ekrixinatosaurus |
|  |                  |